# Armorial général du Lyonnais, Forez et Beaujolais
L’Armorial général du Lyonnais, Forez et Beaujolais est un recueil d'armoiries médiévales et modernes publié en 1860 à Lyon.
Son auteur est André Steyert (1830-1904).
Il comprend, comme l'indique sa page de garde, les armoiries des villes, des corporations, des familles nobles et bourgeoises, actuellement existantes (en 1860) ou éteintes, des archevêques, des gouverneurs et des principaux fonctionnaires publics de ces trois anciennes provinces réunies dans la Généralité du Lyonnais.
Le tout est composé de 2080 blasons dessinés (66 folios de 32 blasons) et d'environ 3000 notices héraldiques et généalogiques (95 pages).
André Steyert a laissé inachevée la seconde édition détaillée de son Armorial général de Lyonnais, Forez, Beaujolais, Franc-Lyonnais et Dombes (de AB à AIJ) en 1892.

## Réimpression
Cet ouvrage a été réimprimé plusieurs fois :
- 1974, éditions du Palais-Royal, Paris  (ISBN 2-7777-0090-7)
- 1995, R. Georges, Lyon (fac-similé)  (ISBN 2-912556-28-7)
- 2002, Laffite Reprints, Marseille (fac-similé)  (ISBN 2-86276-385-3)